# Depresión intermedia

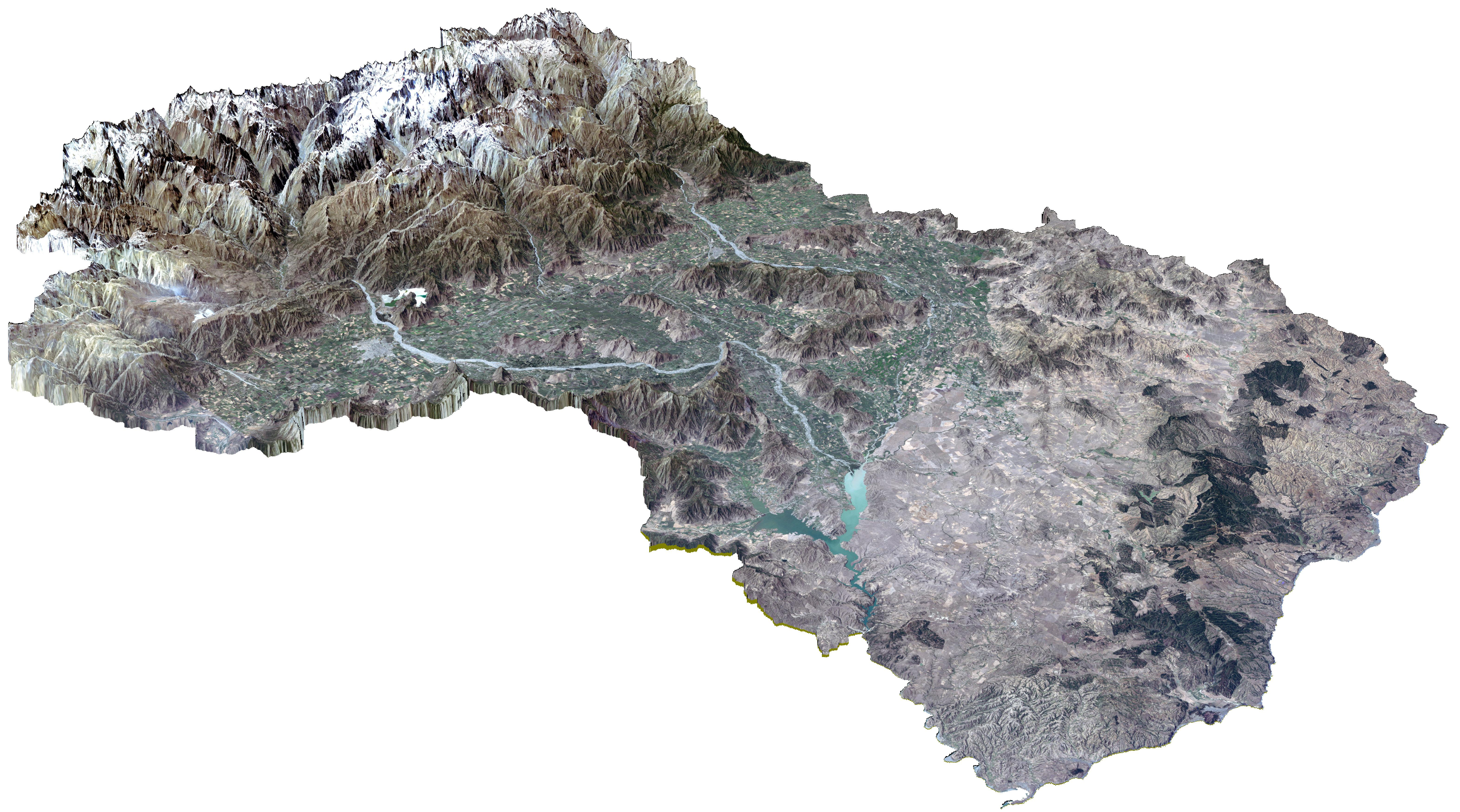
Modelo topográfico tridimensional de la Región de O'Higgins, mostrando la depresión intermedia entre las cordilleras de los Andes y de la Costa.

La depresión intermedia es el nombre genérico dado en la geografía chilena a una de las cuatro estructuras de relieve principales, también llamadas "macroformas", que se desarrollan en un sentido este-oeste. Cruza el país longitudinalmente, flanqueada por dos alineaciones montañosas: la cordillera de los Andes al este y la cordillera de la Costa al oeste, y se extiende heterogéneamente desde el extremo norte de Chile hasta el istmo de Ofqui.

## Descripción
La depresión intermedia se presenta en el territorio de  como una fosa tectónica o una serie de fallas que se extienden de norte a sur, entre los Andes y la Cordillera de la Costa, con una disminución constante de la altitud a medida que aumenta la latitud. Formada en el periodo Terciario, al momento en que ambas cordilleras se iban levantando en su proceso de orogénesis. Tras ello, pasó a ser rellenada tanto por materiales de ambas cadenas, especialmente de origen andino, además de los productos de la actividad volcánica, acciones geotermales y esporádicas transgresiones marinas. Tales intensas y variadas acciones estructurales y morfoclimáticas resultaron en que la Depresión Intermedia sea heterogénea de norte a sur, aunque se pueden distinguir tres grandes zonas:

### Norte Grande

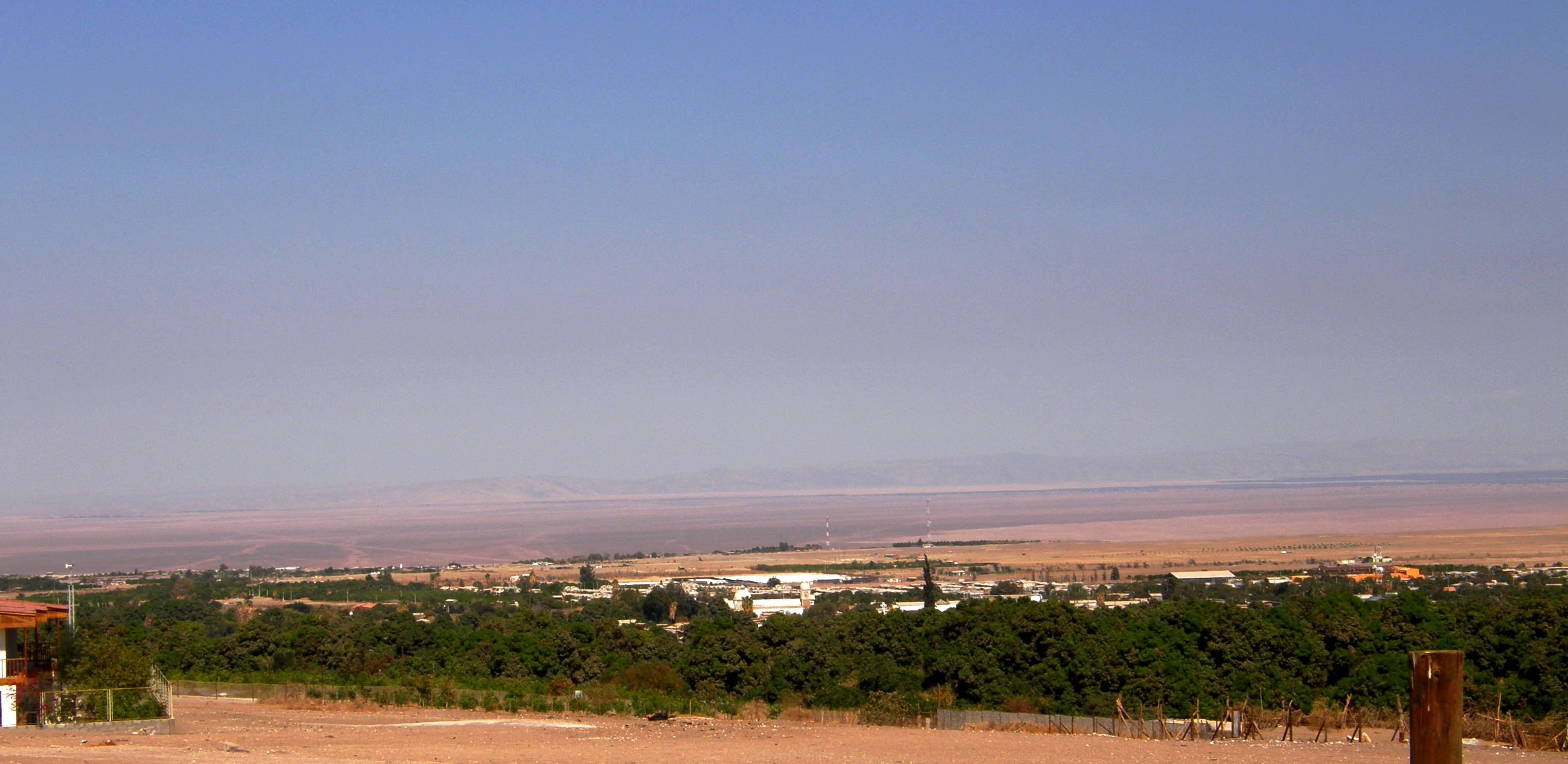
Oasis de Pica, en la Pampa del Tamarugal.

En el Norte Grande, desde el límite con Perú hasta las proximidades del valle del Huasco, la depresión intermedia se presenta parcialmente cubierta conformando pampas o llanuras de amplias extensiones. Esta zona se caracteriza por el endorreísmo de sus ocasionales cursos de agua y por la existencia de una serie de salares y depósitos de salitre. Entre las regiones de Arica y Parinacota, y Tarapacá, el relieve amesetado de la pampa interior está formada por material rocoso de origen sedimentario, lo cual explica la relativa regularidad de su topografía, interrumpida solamente por unas cuantas quebradas. Una de estas, la quebrada de Tana, marca una modificación de los nombres geográficos de la Depresión Intermedia, denominándose por un lado como Pampa Blanca hacia el poniente, formando parte de la Cordillera de la Costa, y como Pampa del Tamarugal hacia el oriente; esta última posee una anchura promedio de 40 km y una altura superior a los 1.000 m s. n. m. Al sur del río Loa y hasta las cercanías del río Salado en la provincia de Chañaral, continúa por el Desierto de Atacama, que no posee el relieve continuo y uniforme de las pampas, sino que se interrumpe por cordones montañosos oblicuos o transversales.

### Zona de valles transversales

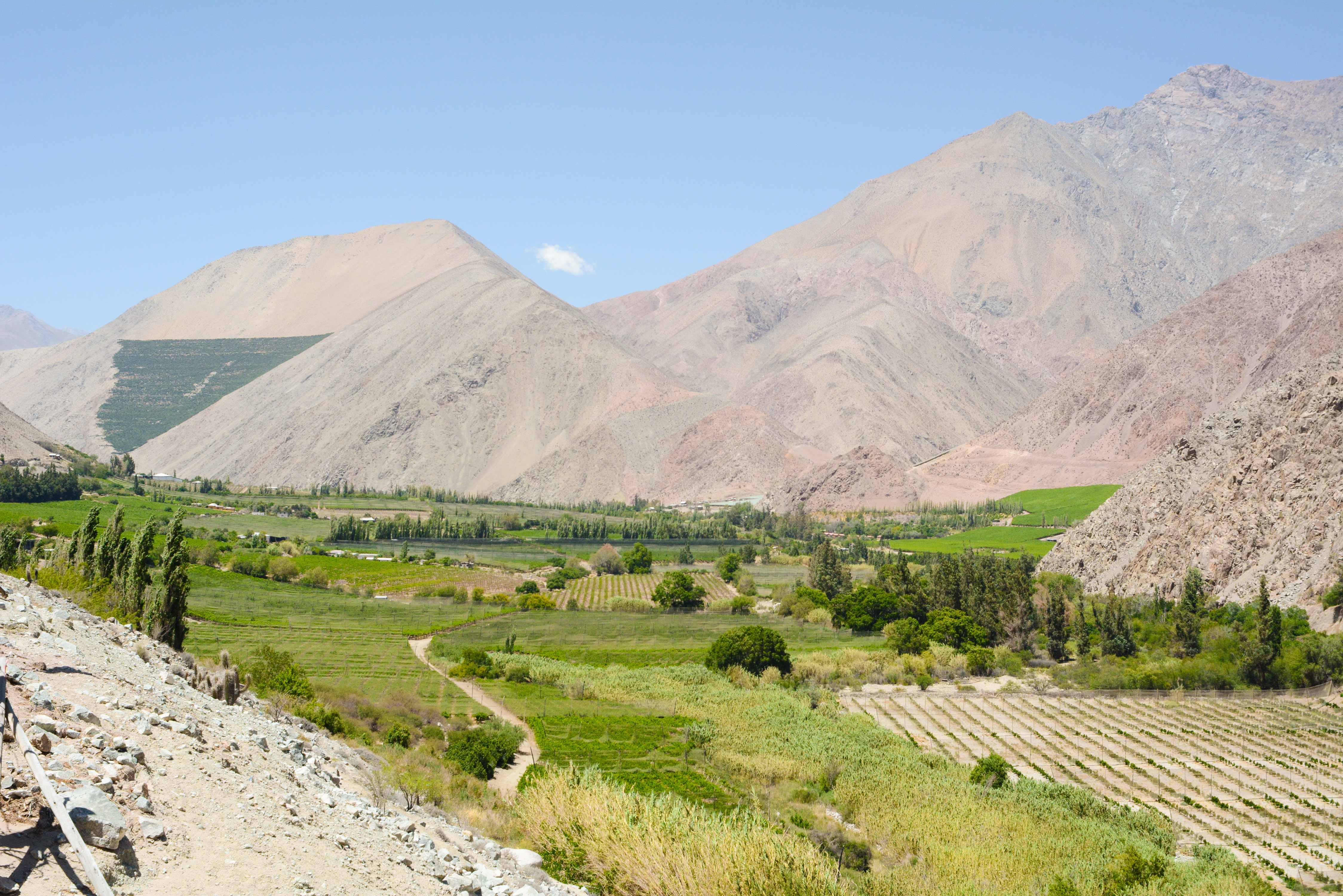
Valle del Elqui en la zona de los valles transversales, donde la depresión intermedia aparece interrumpida por cordones montañosos entre ambas cordilleras.

En el sector entre el río Copiapó y el cordón de Chacabuco, la depresión intermedia comienza a estrecharse hasta desaparecer brevemente, apareciendo como pequeñas cuencas desarrolladas entre las serranías precordilleranas y los relieves costeros. En general el relieve de esta zona se caracteriza por la alternancia sucesiva de cordones montañosos y valles transversales, consecutivamente, los correspondientes a las cuencas de los ríos Copiapó, Huasco, Elqui, Limarí, Choapa, Petorca-La Ligua y Aconcagua. El rasgo principal de este sector es la existencia de fallas de diversa orientación que no logran conformar grandes depresiones o llanuras, por lo que geológicamente pudieron haber sido menos impactadas por los alzamientos de las cordilleras delimitantes.

### Valle Central

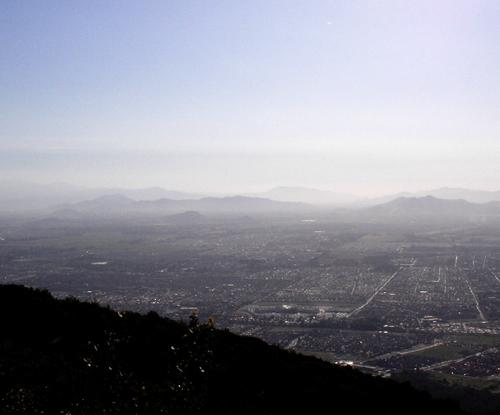
Vista de la depresión intermedia con la Cordillera de la Costa al fondo, en la cuenca de Santiago.

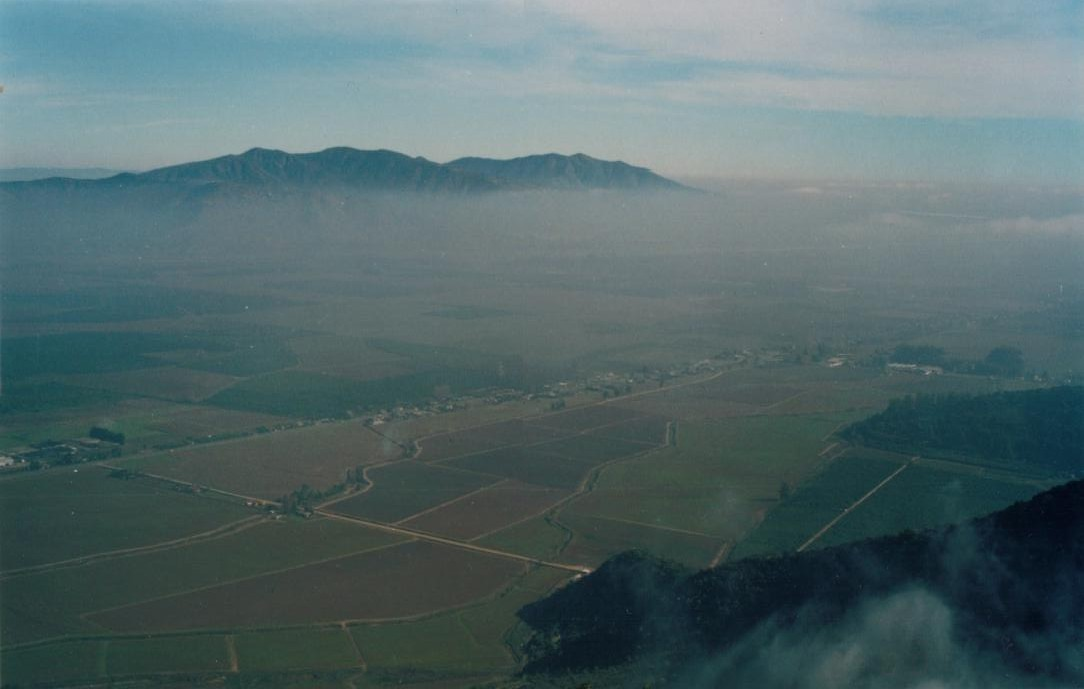
La cuenca de Rancagua conforma la principal zona de la depresión intermedia en la Región de O'Higgins.

Desde el cordón de Chacabuco, al sur del valle de Aconcagua, la depresión intermedia reaparece en la estrecha cuenca de Santiago, formada por la hoya hidrográfica del curso medio del río Maipo y en la cual se erigen diversos cerros isla. Vuelve a encajonarse en Angostura de Paine, donde se acercan considerablemente los Andes y la cordillera de la Costa. Entre ésta y la angostura de Pelequén se conforma la cuenca de Rancagua, con características similares a la de Santiago, y que presenta formas planas generadas por el acarreo de materiales, principalmente de origen glacio-fluvio-volcánico. En la región de O'Higgins, la depresión intermedia está formada por varios valles separados por pequeñas serranías y cordones de cerros islas, con alturas entre 300 y 1550 m s. n. m. La depresión intermedia tiene una importante inclinación hacia el poniente: el valle en Rancagua y San Fernando tiene una altitud de entre 500 y 600 m s. n. m., mientras en el valle de Colchagua, los suelos planos no superan los 200 m s. n. m. Desde Chimbarongo hacia el sur, la depresión intermedia se comienza a ensanchar longitudinalmente (pasa desde los 45 km de ancho en Curicó a los 75 km en Talca y los 100 en Ñuble), acompañándola en su sector oriente un relieve con altitudes modestas, de entre 300 a 850 m s. n. m., de origen sedimentario. Hacia la parte central y sur de la región del Maule, aparece entre la depresión intermedia y los Andes, un relieve precordillerano de alturas de entre 400 y 1000 m s. n. m., que le quita limpieza a la depresión intermedia y que se conoce con el nombre de "La Montaña". Al sur del río Biobío, adquiere la forma de una planicie ondulada por pequeñas lomas, hasta ser interrumpida cerca de Loncoche por el complejo metamórfico Bahía Mansa (parte de la Cordillera de la Costa). Luego , al sur del río Toltén y hasta la provincia de Llanquihue, la depresión intermedia se vuelve a ensanchar y disminuye considerablemente su altura (alcanza apenas los 40 m s. n. m. en el valle Osorno). En las regiones de Los Ríos y Los Lagos, los suelos de la depresión intermedia, que corresponde geológicamente a la cuenca Osorno–Llanquihue, están formados por acarreo glacial y fluvial con depositación de gran cantidad de sedimentación. Más al sur, el descenso de su altitud hace que se confunda con la planicie costera en la ciudad de Puerto Montt.

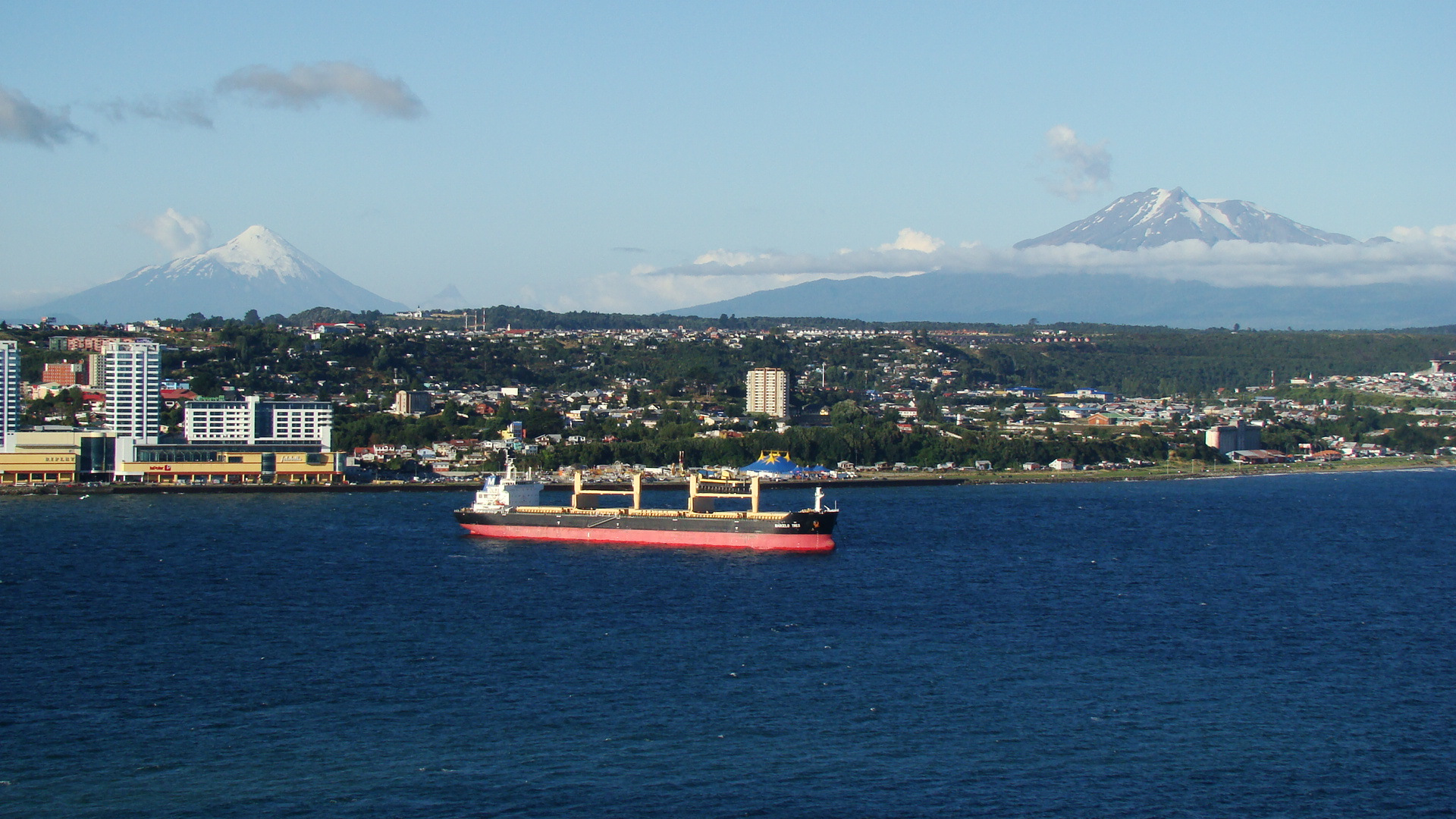
Puerto Montt, donde la depresión intermedia se sumerge en el seno de Reloncaví en dirección al sur.

Luego, la depresión intermedia se hunde bajo el nivel del mar en el seno de Reloncaví, y continúa sumergida en el golfo de Ancud, el golfo Corcovado, y el canal Moraleda, apareciendo ocasionalmente en islas como Chiloé. En su término austral, la depresión intermedia se encuentra sumergida como resultado de los tiempos de glaciación en que fue receptora de grandes masas de hielo que produjeron su hundimiento producto del peso. Una vez que comenzó a subir la temperatura del planeta acercándose a la temperatura actual, estas masas de hielo se derritieron dejándola sumergida y dando origen a diversos mares interiores conocidos como canales chilotes. Geológicamente, su extremo sur es el istmo de Ofqui, en la región de Aysén.

## Aspectos antrópicos
Al recorrer el interior rural del valle central de Chile, se pueden encontrar una serie de construcciones menores rudimentarias, que complementan labores agrícolas de menor escala y subsistencia. Estas construcciones se definen tanto por el carácter productivo de la zona, como por una inteligencia desplegada a lo largo del tiempo determinada por condiciones geográficas, culturales, sociales y de escasez material.